# Liste des épouses des princes des Asturies
Pour les princesses des Asturies sui juribus, voir l’article Prince des Asturies.
Dans le cadre des monarchies castillane puis espagnole, l'épouse du prince des Asturies reçoit le titre de princesse des Asturies (en espagnol princesa de Asturias et princesa d'Asturies en asturien). Prince des Asturies est un titre nobiliaire destiné à être porté par l'héritier de la Couronne.
L'actuelle titulaire du titre de princesse des Asturies, la princesse Leonor, l'est de son propre chef, en tant qu'héritière du trône d'Espagne, et n'apparaît donc pas dans cette liste.

## Histoire du titre
Le titre de prince des Asturies est créé le 17 septembre 1388 par le roi Jean Ier de Castille à l'occasion du mariage de son fils aîné l'infant Henri avec Catherine de Lancastre, conformément au traité de Bayonne, signé entre le souverain castillan et le duc de Lancastre le 8 juillet précédent.
Depuis le décret royal 1368/1987 du 6 novembre 1987, qui traite des titres et des traitements des membres de la maison royale espagnole, la dignité d'infant d'Espagne ne s'acquiert plus par mariage, si bien que Letizia Ortiz Rocasolano est la première princesse des Asturies à ne pas la détenir, selon Carlos Robles do Campo. Mais les princes et princesses des Asturies ne portent de toute façon jamais le titre d'infant ou d'infante, réservé aux enfants puînés des souverains espagnols.
Selon l'article 2 du même décret royal 1368/1987, le conjoint du prince ou de la princesse des Asturies — en titre — partage la même dignité et le même traitement,, ce qui implique qu'un homme peut porter le titre de prince des Asturies en vertu des droits de son épouse ; une première depuis la création du titre.
Toutefois, conformément au décret royal 54/1977 du 21 janvier 1977, qui rend possible au prince des Asturies de faire usage « des autres titres et dénominations utilisés traditionnellement pour l'héritier de la Couronne », son épouse peut également porter les adaptations féminines de ces titres.
La titulature de la princesse des Asturies suit celle de son époux et est donc la suivante :

« Son Altesse Royale doña [prénom], princesse des Asturies, princesse de Gérone, princesse de Viane, duchesse de Montblanc, comtesse de Cerbère et dame de Balaguer. »

## Liste des titulaires

### Maison de Trastamare
| Rang | Portrait                            | Princesse | Période                                                        | Époux | Maison                                                                                 |
| ---- | ----------------------------------- | --- | -------------------------------------------------------------- | ----- | -------------------------------------------------------------------------------------- |
| 1    | Catherine de Lancastre              | Catherine de Lancastre Née le 31 mars 1373 à Hertford (Angleterre) et morte le 2 juin 1418 à Valladolid (Castille)     | 17 septembre 1388 - 9 octobre 1390 (2 ans et 22 jours)         | Henri | Maison de Lancastre (fille de Jean de Gand et de Constance de Castille)                |
| 2    | Blanche de Navarre                  | Blanche de Navarre Née le 4 juin 1424 à Olite (Navarre) et morte le 2 décembre 1464 à Orthez (France)                  | 16 octobre 1440 - 27 juillet 1453 (12 ans, 9 mois et 11 jours) | Henri | Maison de Trastamare (fille de Jean II et de Blanche Ire de Navarre)                   |
| 3    | Archiduchesse Marguerite d’Autriche | Marguerite d'Autriche Née le 10 janvier 1480 à Bruxelles (Pays-Bas) et morte le 1er décembre 1530 à Malines (Pays-Bas) | 3 avril 1497 - 4 octobre 1497 (6 mois et 1 jour)               | Jean  | Maison de Habsbourg (fille de Maximilien Ier du Saint-Empire et de Marie de Bourgogne) |

### Maison de Habsbourg
| Rang | Portrait                           | Princesse | Période                                                       | Époux    | Maison                                                                    |
| ---- | ---------------------------------- | --- | ------------------------------------------------------------- | -------- | ------------------------------------------------------------------------- |
| 4    | Infante Marie-Manuelle de Portugal | Marie-Manuelle de Portugal Née le 15 octobre 1527 à Coimbra (Portugal) et morte le 12 juillet 1545 à Valladolid (Espagne) | 15 novembre 1543 - 12 juillet 1545 (1 an, 7 mois et 27 jours) | Philippe | Maison d'Aviz (fille de Jean III de Portugal et de Catherine de Castille) |
| 5    | Marie Ire, reine d’Angleterre      | Marie Ire d'Angleterre Née le 18 février 1516 à Londres (Angleterre) et morte le 17 novembre 1558 à Londres (Angleterre)  | 25 juillet 1554 - 16 janvier 1556 (1 an, 5 mois et 22 jours)  | Philippe | Maison Tudor (fille d'Henri VIII d'Angleterre et de Catherine d'Aragon)   |
| 6    | Princesse Élisabeth de France      | Élisabeth de France Née le 22 novembre 1602 à Fontainebleau (France) et morte le 6 octobre 1644 à Madrid (Espagne)        | 25 novembre 1615 - 31 mars 1621 (5 ans, 4 mois et 6 jours)    | Philippe | Maison de Bourbon (fille d'Henri IV de France et de Marie de Médicis)     |

### Maison de Bourbon
| Rang | Portrait                                          | Princesse | Période                                                          | Époux     | Maison                                                                                              |
| ---- | ------------------------------------------------- | --- | ---------------------------------------------------------------- | --------- | --------------------------------------------------------------------------------------------------- |
| 7    | Élisabeth d’Orléans, princesse du sang            | Louise-Élisabeth d'Orléans Née le 11 décembre 1709 à Versailles (France) et morte le 16 juin 1742 à Paris (France)                      | 20 janvier 1722 - 15 janvier 1724 (1 an, 11 mois et 26 jours)    | Louis     | Maison d'Orléans (fille de Philippe d'Orléans et de Françoise-Marie de Bourbon)                     |
| 8    | Infante Barbara de Portugal                       | Marie-Barbara de Portugal Née le 4 décembre 1711 à Lisbonne (Portugal) et morte le 27 août 1758 à Aranjuez (Espagne)                    | 20 janvier 1729 - 9 juillet 1746 (17 ans, 5 mois et 19 jours)    | Ferdinand | Maison de Bragance (fille de Jean V de Portugal et de Marie-Anne d'Autriche)                        |
| 9    | Princesse Marie-Louise de Parme                   | Marie-Louise de Bourbon-Parme Née le 9 décembre 1751 à Parme (Parme) et morte le 2 janvier 1819 à Rome (États pontificaux)              | 4 septembre 1765 - 14 décembre 1788 (23 ans, 3 mois et 10 jours) | Charles   | Maison de Bourbon-Parme (fille de Philippe Ier de Parme et de Louise-Élisabeth de France)           |
| 10   | Princesse Marie-Antoinette de Naples et de Sicile | Marie-Antoinette de Bourbon-Naples Née le 14 décembre 1784 à Caserte (Sicile péninsulaire) et morte le 21 mai 1806 à Aranjuez (Espagne) | 4 octobre 1802 - 21 mai 1806 (3 ans, 7 mois et 17 jours)         | Ferdinand | Maison de Bourbon-Siciles (fille de Ferdinand Ier des Deux-Siciles et de Marie-Caroline d'Autriche) |
| 11   |                                                   | Letizia Ortiz Née le 15 septembre 1972 à Oviedo (Espagne)                                                                               | 22 mai 2004 - 19 juin 2014 (10 ans et 28 jours)                  | Felipe    | Famille Ortiz (fille de Jesús José Ortiz Álvarez et de María Paloma Rocasolano Rodríguez)           |

Après la proclamation de la Seconde République et dans le cadre des prétentions au trône espagnol, les candidats Bourbons ont souvent titré leurs héritiers « prince des Asturies » sans aucune reconnaissance légale, si bien que certains monarchistes espagnols ajoutent à cette liste :
- doña María de las Mercedes de Borbón y Orleans, princesse de la maison de Bourbon, en tant qu'épouse du « prince Juan » ;
- la princesse Sophie de Grèce, en tant qu'épouse du « prince Juan Carlos ».